# Villanova
Villanova là một chi thực vật có hoa trong họ Cúc (Asteraceae).

## Các loài
Chi Villanova gồm các loài:
- Villanova achilleoides (Less.) Less. - Mexico (Morelos, Puebla)
- Villanova oppositifolia Lag. - Bolivia, Chile (Antofagasta)
- Villanova robusta Phil. - Chile (Tarapacá)
- Villanova titicacensis (Meyen & Walp.) Walp. - Bolivia, Ecuador